# Ana María Martinozzi
Ana María Martinozzi (Roma, 1637-París, 4 de febrero de 1672) fue princesa de Conti por su matrimonio con Armando de Borbón, príncipe de Conti.

## Biografía

### Primeros años
Hija del conde romano Gerónimo Martinozzi y de Laura Margarita Mazarino, hermana del cardenal Julio Mazarino. Era hermana de Laura Martinozzi, esposa de Alfonso IV de Este, duque de Módena, cuya hija María de Módena se convirtió en reina de Inglaterra.
Ella y su hermana menor, Laura, fueron llevadas a Francia por su tío, al igual que sus primas maternas, las hermanas Mancini: Laura, María, Olimpia, Hortensia y María Ana. Los siete sobrinas del cardenal Mazarino llegaron a ser conocidas como las Mazarinettes por la corte francesa. Mazarino logró asegurar matrimonios ventajosos para todas ellas. 
Ya a sus diez años fascinaba por su belleza y rubios cabellos. El cardenal consideró por un tiempo casarla con el duque de Candale, pero él prefirió mantenerse soltero y tomarse un tiempo antes de casarse.

### Matrimonio
Ana María se casó el 21 de febrero de 1654 con Armando de Borbón-Conti, príncipe de Conti, quien recibió una cuantiosa dote de parte del cardenal Mazarino. El matrimonio fue combinado por su tío con el Acuerdo de Pézenas, con el que el príncipe de Conti era readmitido en la corte francesa, tras ser declarado culpable de Lesa majestad por su participación activa en la Sublevación de la Fronda. Este matrimonio le pareció al cardenal una buena ocasión para reconciliarse con una de las familias que le habían sido más hostiles durante ese período. 
Desde junio de 1654, el príncipe debió dejarla para asumir el comando en Cataluña, ya que hasta 1659 Francia estuvo involucrada en la guerra franco-española que prosiguió tras la firma de la Paz de Westfalia.
Ana María no volvió a ver a su esposo hasta el 30 de noviembre de 1656, cuando se reencontraron en su castillo de Grange-des-Prés, pero debió dejarla nuevamente para retomar la guerra con España.
Tras recuperarse de una leve enfermedad, la princesa se refugió en la religión y se convirtió en benefactora. Influyó también en su marido, que reconstruyó la Guyena tras devastarla él mismo durante la Sublevación de la Fronda.
Armando falleció en 1666, dejando a Ana María viuda, quien murió de un ataque de apoplejía seis años más tarde, en el Hôtel de Conti. Su cuerpo fue sepultado en la Iglesia de Saint-André-des-Arcs, lugar donde sus hijos irguieron una tumba del escultor François Girardon.
En su testamento dispuso que la educación de sus hijos fuera confiada a su tía Ana Genoveva de Borbón, duquesa de Longueville y nombró como tutor a El Gran Condé.

## Hijos
Con su marido, Armando de Borbón-Conti, tuvo dos hijos:
1. Luis Armando (1661-1685), príncipe de Conti.
2. Francisco Luis (1664-1709), príncipe de Conti.